# 吉慶元
吉 慶元（きつ けいげん、Jí Qìngyuán、? - 1864年?）は、太平天国の指導者の一人。
石達開の部隊に属していたが、1860年に彭大順らとともに、独自路線をとる石達開に対し、天京への帰還を主張し、石達開と別れた。帰還の途上に福建省連城で彭大順は戦死したが、吉慶元らは1861年に江西省で李秀成軍に出会い、その配下に入った。その後、李秀成のもとで、紹興・寧波の攻略にあたった。その後、上海を攻め、南匯などを陥落させ、その功で扶朝天軍主将に任ぜられた。その後さらに功績をあげ養王に封ぜられた。1863年には安徽省を転戦したが、また天京に戻った。1864年、天京が陥落すると幼天王洪天貴福を保護して脱出し、広徳州までたどりついた。その後の消息は不明である。